# Заборовье (Конаковский район)
Заборовье — деревня в Конаковском районе Тверской области. Входит в состав Юрьево-Девичьевского сельского поселения.

## География
Находится в юго-восточной части Тверской области на расстоянии приблизительно 7 км на юго-запад от центра города Конаково на левом берегу Волги.

## История
В 1859 году здесь (деревня Корчевского уезда Тверской губернии) было учтено 11 дворов.

## Население
Численность населения: 98 человек (1859 год), 20 (русские 100 %)в 2002 году, 1 в 2010.